# Hymnes à l'amour
Pour les articles homonymes, voir L'Hymne à l'amour.
Pour l’article ayant un titre homophone, voir Hymne à l'amour.
Hymnes à l'amour est un roman d’Anne Wiazemsky paru en 1996 et ayant reçu la même année le Grand prix RTL-Lire. Ce roman a été adapté au cinéma par Jean-Paul Civeyrac, sous le titre Toutes ces belles promesses, récompensé par le prix Jean-Vigo 2003.

## Résumé
Roman dans lequel la narratrice raconte ses souvenirs d’enfance et ses instants de bonheur auprès de sa nourrice Madeleine.

## Analyse
Le titre de ce roman fait référence à la chanson Hymne à l'amour d’Édith Piaf que la nourrice écoutait, et aux Hymnes à l’amour envers ses proches que contient le récit.